# Campeonato Paraibano 2013
In 2013 werd het 103de Campeonato Paraibano gespeeld voor voetbalclubs uit de Braziliaanse staat Paraíba. De competitie werd georganiseerd door de Federação Paraibana de Futebol en werd gespeeld van 6 januari tot 29 september. Omdat Botafogo beide fases won was er geen finale nodig.

## Eerste fase
Sousa en Campinense namen niet deel aan de eerste fase omdat ze deelnamen aan de Copa do Nordeste 2013.
| Plaats | Club                   | Wed. | W  | G | V | Saldo | Ptn. |
| ------ | ---------------------- | ---- | -- | - | - | ----- | ---- |
| 1.     | Botafogo               | 14   | 10 | 4 | 0 | 36:11 | 34   |
| 2.     | Treze                  | 14   | 10 | 2 | 2 | 30:10 | 32   |
| 3.     | CSP                    | 14   | 6  | 3 | 5 | 28:19 | 21   |
| 4.     | Atlético               | 14   | 6  | 2 | 6 | 17:18 | 20   |
| 5.     | Auto Esporte           | 14   | 4  | 4 | 6 | 13:27 | 16   |
| 6.     | Nacional de Patos      | 14   | 4  | 2 | 8 | 20:26 | 14   |
| 7.     | Paraíba                | 14   | 2  | 5 | 7 | 11:23 | 11   |
| 8.     | Cruzeiro de Itaporanga | 14   | 1  | 4 | 9 | 19:40 | 7    |

|  | Geplaatst voor finaleronde |
|  | Degradatie                 |

## Tweede fase
| Plaats | Club              | Wed. | W | G | V  | Saldo | Ptn. |
| ------ | ----------------- | ---- | - | - | -- | ----- | ---- |
| 1.     | Campinense        | 14   | 8 | 3 | 3  | 23:13 | 27   |
| 2.     | CSP               | 14   | 7 | 3 | 4  | 24:16 | 24   |
| 3.     | Atlético          | 14   | 7 | 1 | 6  | 20:17 | 22   |
| 4.     | Treze             | 14   | 6 | 3 | 5  | 15:9  | 21   |
| 5.     | Auto Esporte      | 14   | 6 | 2 | 6  | 14:19 | 20   |
| 6.     | Botafogo          | 14   | 5 | 3 | 6  | 17:16 | 18   |
| 7.     | Sousa             | 14   | 4 | 6 | 4  | 19:22 | 18   |
| 8.     | Nacional de Patos | 14   | 2 | 1 | 11 | 11:31 | 7    |

|  | Geplaatst voor knock-outfase |
|  | Degradatie                   |

## Finaleronde
In geval van gelijkspel wint de club met het beste resultaat uit de competitie.
|  | Halve finale | Halve finale | Halve finale |   |       | Finale | Finale | Finale |
|  |              |              |              |   |       |        |        |        |
|  | Treze        | 1            | 0            |   |       |        |        |        |
|  | Campinense   | 0            | 1            |   |       |        |        |        |
|  | Campinense   | 0            | 1            |   | Treze | 1      | 0      |        |
|  |              |              |              |   | Treze | 1      | 0      |        |
|  |              | Botafogo     | 0            | 3 |       |        |        |        |
|  | CSP          | Botafogo     | 0            | 3 | 0     | 0      |        |        |
|  | CSP          |              |              |   | 0     | 0      |        |        |
|  | Botafogo     | 1            | 4            |   |       |        |        |        |

### Kampioen
| Campeonato Paraibano de 2013  |
| Paraiba                       |
| ----------------------------- |
| BOTAFOGO Kampioen (26° titel) |